# Alberstedt

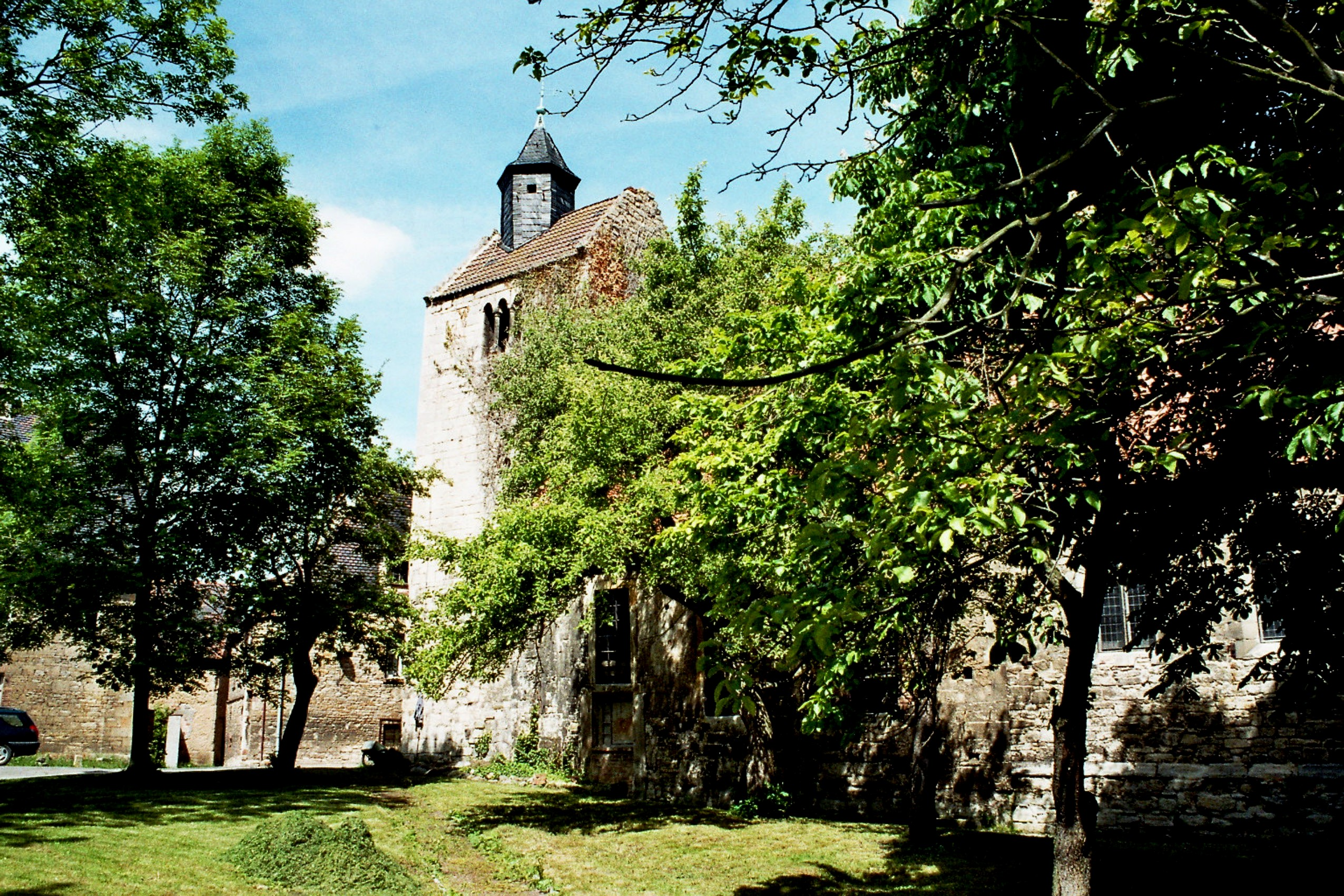
Kirche St. Petrus und Paulus

Alberstedt ist ein Ortsteil der Gemeinde Farnstädt im Saalekreis in Sachsen-Anhalt (Deutschland).

## Geografie
Alberstedt liegt zwischen Halle (Saale) und Erfurt.

## Geschichte
In einem zwischen 881 und 899 entstandenen Verzeichnis des Zehnten des Klosters Hersfeld (Hersfelder Zehntverzeichnis) wird Alberstedt als zehntpflichtiger Ort Alberestat im Friesenfeld genannt.
Alberstädt war eine frühere Schreibweise des Ortsnamens. Seit 1816 lag der Ort im Mansfelder Seekreis der preußischen Provinz Sachsen. 1822 lebten hier 352 Einwohner in 63 Häusern, die bis 1848 dem Prinzlichen Patrimonialgerichts des Amtes Schraplau unterstanden. Zu Alberstedt gehörten damals 21 Morgen Gärten, 97 Hufen, 28 5/8 Morgen Ackerland und 58 Kabeln.
Von 2005 bis 2009 gehörte Alberstedt zur Verwaltungsgemeinschaft Weida-Land. Bis zur Eingemeindung nach Farnstädt am 1. Januar 2010 war Alberstedt eine selbständige Gemeinde. Letzter Bürgermeister Alberstedts war Rudolf Bernhardt.

## Verkehrsanbindung
Seit Dezember 2008 ist Alberstedt über die Südharzautobahn A 38 Leipzig–Göttingen erreichbar, aus westlicher Richtung über die Abfahrt Rothenschirmbach und aus östlicher Richtung über die Abfahrt Querfurt. Westlich Alberstedts verläuft die Bundesstraße 180 von Hettstedt nach Naumburg (Saale).